# Театр «Соловцов»
Теа́тр «Соловцо́в» — заснований в 1898 році, один з перших стаціонарних театрів Києва з постійною театральною трупою. Заснований актором та драматургом Миколою Соловцовим був найпрестижнішим театром міста, проіснував 27 років. В 1926 році театральна трупа була розформована, а в театр була переведена трупа Харківського драматичного театру, але більшість акторів театру «Соловцов» зібралися уже в Театрі Бергоньє, де засновано було нову театральну трупу й театр.

## Передісторія
Сподвижником та засновником відомого київського театру був Микола Миколайович Соловцов (1857—1902) (справжнє прізвище Федоров), російський актор, режисер, антрепренер. В театрі розпочав ще з дитячих років виступати в аматорських гуртках, а в молоді роки уже виступав в атрепризних трупах Орла та Нижнього Новгорода. Він, якогось певного амплуа не займав, але грав рішуче все і переграв безліч ролей. А в період з 1876—1882 років Соловцов об'їздив всю Росію; грав в Оренбурзі у А. А. Рассказова, в Астрахані у Н. К. Милославського, в Саратові у В. І. Костровского-Істоміна, в Києві у Н. Н. Савіна, а також у Ростові-на-Дону, Тамбові, Полтаві, Харкові, Таганрозі, Казані. Коли він потрапив до Москви, то був цілком сформованим актором, тому доволі швидко він став найпопулярнішим тамтешнім актором, а маючи досвід та хист в організації вистав та антреприз він став найвдалішим антрепренером Москви.

## Будівля
- Рік побудови — 1898 рік
- Архітектори — Шлейфер Георгій Павлович, Брадтман Едуард-Фердинанд Петрович
- Архітектурний стиль — історизм (еклектика), стилістика «нео-грек»
- Розташування — на площі Івана Франка, 3, на території колишньої садиби професора Ф. Мерінга
- Сучасне використання — Національний академічний драматичний театр імені Івана Франка

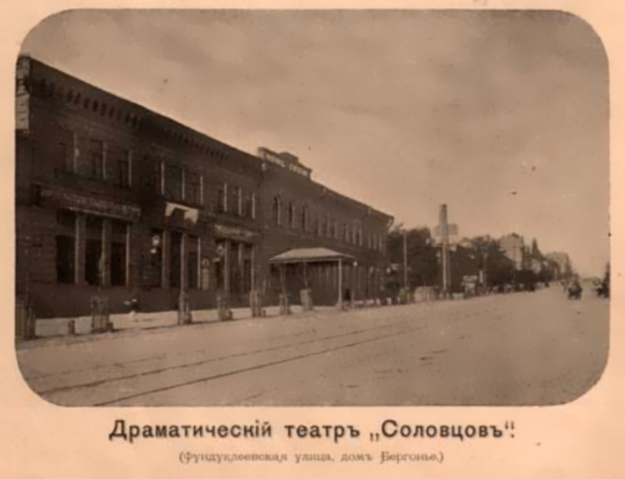
Будівля Театру Бергоньє, де проводилися вистави трупи театру «Соловцов»
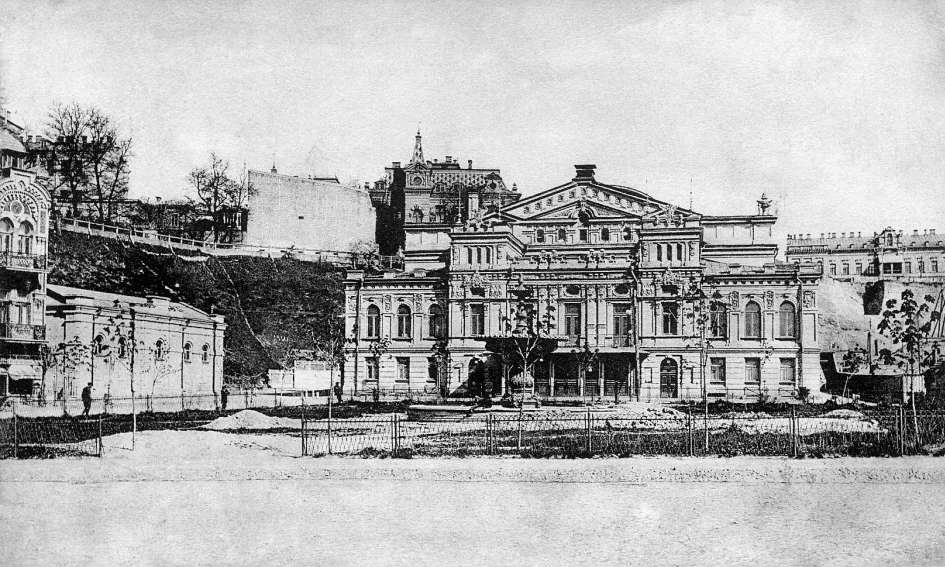
Будівля театру «Соловцов», 1910-ті роки
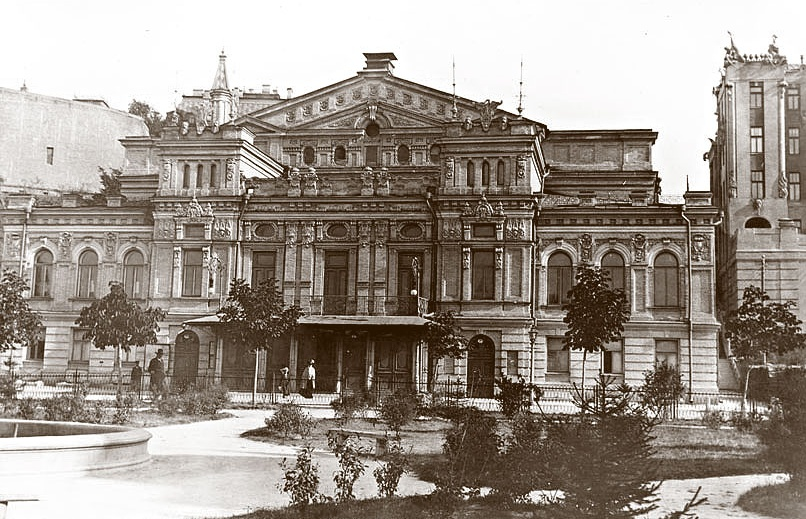
Будівля театру «Соловцов», 1910-ті роки

## Зачатки
Починаючи з 1886 року, щовесни, під управлінням Соловцова складалися сильні акторські трупи — «Товариства московських драматичних артистів», які здійснювали турне по провінції (Київ, Харків, Одеса та ін міста). Ці поїздки сприяли розвитку режисерських та адміністративних здібностей Соловцова і збільшували його популярність уже по всій Росії. Після сезону 1890—1891 років, проведеного в ролі актора і режисера у М. М. Бородая в Харкові, Соловцов з Є. Я. Недєліним, Т. О. Чужбіновим і М. С. Песоцьким організовують в Києві «Товариство драматичних артистів». 1 вересня 1891 року в Театрі Бергоньє відкривалися сезони антрепризи «Ревізором» Миколи Гоголя, а згодом, в 1893 році дороги московських артистів-засновників розійшлися й ця театральна трупа перетворилася в одноосібну антрепризу Соловцова, якою він керував до кінця життя. Цей антрепризний театр Соловцова поклав початок постійному російському драматичному театру в Києві.

## Драматичний театр Соловцова
Саме Соловцову вдалося переконати градоначальників міста в необхідності розвитку великого театру в Києві, йому й вдалося переконати меценатів на амбітний проект побудови нового великого театру, який й було здійснено в 1898 році (за масштабами, театр не поступався значним московським). Після такого взлету, коли антрепризна трупа стає найбільшим театром регіону, прийшли беззаперечні перемоги театру і Соловцова-режисера — в російській побутової комедії. Леонід Леонідов стверджував: «Плоды просвещения» були зіграні тут краще, ніж у Малому театрі і в Корша. Втім, театру була властива любов до яскравості і ефектів, мішура мелодрами, феєрії і фарсу невіддільна від владної чарівності Соловцовського театру"
Основна риса Соловцовського товариства в Києві проявилася відразу: воно було позбавлене «безладного метання», «велося жваво і впевнено», «виглядало солідно і містило в собі всі елементи не тільки для тривалого існування протягом одного сезону, але й для успішного розвитку в майбутньому». Постановочна культура театру представляла значне художнє явище, за словами дослідника. Постійний акторський склад, ретельна підготовка вистав, серйозна робота режисера з виконавцями, найкращий вітчизняний і зарубіжний репертуар, безумовний талант і сміливість Соловцова-адміністратора, що не боявся величезних матеріальних витрат, — все це перетворило антрепризу на найбільший театр провінції і в найбагатший російський приватний театр.
У Соловцова грали найвідоміші київські актори: І. М. Шувалов, М. М. Глєбова, І. П. Киселевський, М. П. Рощін-Інсаров, М. І. Велізарій, А. А. Пасхалова, В. І. Немирович, Г. Г. Матковський, Є. А. Лепковський, А. Я. Глама-Мещерська, Й. А. Сойфер, М. Ф. Багров, А. В. Анненська, Е. Ф. Дніпрова, М. І. Звєрєва, З. В. Холмська, М. К. Шаров'єва, А. А. Агарьов, А. В. Анчаров-Ельстон, Л. М. Леонідов, М. А. Михайлов, Є. Я. Недєлін, М. С. Песоцький, В. Я. Полтавцев, С. П. Попов, А. Г. Тугаринова, М. І. Морська, П. М. Милорадович, Е. Д. Бастунов, Н. А. Самойлов-Мічурін, П. Л. Скуратов, Т. О. Чужбінов.
Основні постановки Театру Соловцова: «Смерть Івана Грозного», «Цар Федір Іоанович», «Цар Борис» Олексія Толстого, «Ревізор» Миколи Гоголя, «Мадам Сен-Жан» В. Сарду, «Зимова казка» Вільяма Шекспіра, «Влада темряви» Льва Толстого, «Дядя Ваня», «Три сестри», «Чайка» Антона Чехова, «Самотні» і «Возій Геншель» Г. Гауптмана.
Керівником оркестру в театрі «Соловцов» працював відомий диригент чеського походження Йосип Коль.

## Другий Театр Української Радянської Республіки імені Леніна
Другий Театр Української Радянської Республіки імені Леніна, створений 15 березня 1919 року на базі колишнього Драматичного театру Соловцова. Перша вистава відбулася 1 травня 1919 року «Фуенте овеху на» Лопе де Веги і став подією в культурному житті молодої Української Радянської Республіки. Трупу складали: художній керівник і режисер К. Марджанішвілі (Марджанов — на той період був комісаром київських театрів), актори І. Дєєва, В. Алексєєва-Меехієва, С. Кузнєцов, В. Неллі, Ж. Рокітін, Н. Світловодів, Н. Смурский, Н. Соснін, В. Юренєва, Ю. Яковлєв; художник І. Рабинович, танці в постановці М. Мордкіна.
Влітку 1919 року йшли вистави «Два брата» Михайла Лєрмонтова, «Степан Разін» В. Камінського, «Уявний хворий» Жана Батиста Мольєра, «Саломея» Оскара Уайльда. Після захоплення Києва денікінцями 31 серпня 1919 року, театр знову виступав під назвою «Соловцов». Вистави були вже на початку вересня, хоча офіційно сезон відкрився 1 (14) жовтня.
А 8 січня 1920 року виставою «Підступність і кохання» Фрідріха Шіллера трупа відновила свою роботу як Другий державний театр ім. Леніна. У 20-х роках ХХ століття колектив звернувся до творів класики («Прибуткове місце» Олександра Островського, «Вишневий сад» Антона Чехова, «Юлій Цезар» Вільяма Шекспіра) і наркомівських авторів («Вороги», «Останні» Максима Горького; «Олівер Кромвель», «Палії» Анатолія Луначарского; «Мандат» Миколи Ердмана та інші. Періодично в театрі працювали А. Зражевский, В. Давидов, П. Орлен, М. Болдуман.
У 1920—1924 роках тут діяла драматична студія, якою керує В. Сладкопєвцєв.
А навесні 1924 року театр припинив свою діяльність.
У тому ж році був створений новий колектив, названий Російським драматичним театром.